# 谢崇阶
谢崇阶（1904年—1951年9月10日）中华民国军事人物，四川雷波人，毕业于四川大学法政学院，日本陆军士官学校肄业。1929年赴日留学，1931年九一八事变后回国，进入第28军，1935年入中央军校成都分校。抗战期间先后任中央军校成都分校战术教官、自贡市警察局局长、四川省军管区司令部征募处少将处长、荣威师管区司令、四川省军管区参谋长、川西师管区中将司令。1949年12月底在四川乐山投降中共。1951年9月10日被处决。1984年平反。